# Jamaica en los Juegos Olímpicos de París 2024
Jamaica estuvo representada en los Juegos Olímpicos de París 2024 por un total de 58 deportistas que compitieron en 4 deportes. Responsable del equipo olímpico es la Asociación Olímpica de Jamaica, así como las federaciones deportivas nacionales de cada deporte con participación.
Los portadores de la bandera en la ceremonia de apertura fueron el nadador Josh Kirlew y la atleta Shanieka Ricketts.

## Medallistas
El equipo olímpico de Jamaica obtuvo las siguientes medallas:
| Nombre            | Deporte   | Competición         |
| ----------------- | --------- | ------------------- |
| Oro               |           |                     |
| Rojé Stona        | Atletismo | Disco M             |
| Plata             |           |                     |
| Kishane Thompson  | Atletismo | 100 m M             |
| Wayne Pinnock     | Atletismo | Salto de longitud M |
| Shanieka Ricketts | Atletismo | Triple salto F      |
| Bronce            |           |                     |
| Rasheed Broadbell | Atletismo | 110 m vallas M      |
| Rajindra Campbell | Atletismo | Peso M              |